# Accélérateur de stocks
L'accélérateur de stocks désigne l'entraînement réciproque entre la conjoncture économique (et notamment la demande agrégée) et les stocks détenus par les entreprises. Mis en évidence par Lloyd A. Metzler en 1941, il a été augmenté et formalisé par James A. Kahn en 1987. Il s'agit d'un des effets accélérateurs en économie.

## Concept
L'accélérateur de stocks est un effet accélérateur par le biais duquel les entreprises réagissent aux variations de demande, qui elles-mêmes varient avec le cycle économique, en faisant varier leurs stocks. Un stock consiste principalement en les biens intermédiaires nécessaires à la production, que l'entreprise doit acquérir pour pouvoir produire dans le futur.
Le modèle repose sur l'idée selon laquelle l'entreprise détient un stock de produits finis proportionnel à son niveau de production. Lors d'une phase de croissance, la production étant élevée, l'entreprise accumule des stocks. Lorsque la croissance baisse, la production chute, et le déstockage a aussi lieu.
Dans le modèle proposé par Metzler en 1941, les fluctuations sont dues à l'existence de deux retards : l'ajustement n'est pas immédiat,. La variation des stocks est procyclique, car le stock augmente lors de la phase haute, et baisse lors de la phase de ralentissement. La formalisation de l'accélérateur est la suivante :
{\displaystyle VS=dstock=\alpha .DY}, où {\displaystyle \alpha >0}
Le modèle permet d'expliquer les cycles économiques. Metzler conclut de son modèle que la propension à consommer est un facteur plus déterminant du cycle économique que la variation de l'inventaire et le coefficient d'anticipation.

## Postérité
Si l'accélérateur de stocks de Metzler a été réutilisé après sa publication, il a longtemps souffert d'un manque de microfondations, c'est-à-dire de fondements microéconomiques. En 1987, l'accélérateur de stocks fait l'objet d'une étude importante par James A. Kahn, qui lui donne des microfondations et le rend ainsi plus solide. Kahn explique que les firmes cherchant à maximiser leur profit, cela les conduit à mettre en œuvre une règle de détention des stocks tendant à l'optimalité. Les entreprises utilisent des anticipations adaptatives.
Dans l'accélérateur amélioré de Kahn, les ventes sont linéairement reliées à la production. Les stocks s'ajustent à la vitesse {\displaystyle \lambda }. La variation de stocks est proportionnée à l'écart entre le niveau de stocks au moment m et le stock désiré.
La mise à jour de l'accélérateur par Kahn répond à une exigence pratique : la variation des stocks est à la fois le facteur le plus important dans la variation de l'activité à court terme, et aussi un des facteurs les plus difficiles à appréhender pour les statisticiens et économistes des administrations publiques chargés de la prévision, comme l'Institut national de la statistique et des études économiques.